# Franz Endres
Franz Endres (27. března 1847 – 3. března 1906 Štýrský Hradec) byl rakouský podnikatel a politik německé národnosti ze Štýrska, na počátku 20. století poslanec Říšské rady.

## Biografie
Byl synem lékaře. Narodil se roku 1847 ve východním Štýrsku. Ve Štýrském Hradci absolvoval reálnou školu a obchodní školu. V roce 1866 si v Leobenu zřídil obchod, který provozoval do roku 1880. V roce 1876 převzal po zesnulém tchánovi vápenku a cihelnu. Byl majitelem továrny. Od roku 1896 zastával funkci prezidenta obchodní a živnostenské komory v Leobenu, jejímž členem byl již od roku 1887 a viceprezidentem od roku 1894. Do roku 1898 byl členem obecního zastupitelstva v Leobenu, jakož i okresního zastupitelstva a okresní školní rady. Po více než 25 let byl i členem obecního zastupitelstva v Donawitz. Zasedal coby poslanec Štýrského zemského sněmu. Zemským poslancem byl zvolen roku 1884 za městskou kurii. Byl členem sněmovního Německého klubu a působil hlavně ve finančním výboru. Na mandát ve sněmu rezignoval roku 1898. Téhož roku mu byl udělen Řád Františka Josefa.
Působil i jako poslanec Říšské rady (celostátního parlamentu Předlitavska), kam usedl ve volbách roku 1901 za kurii obchodních a živnostenských komor ve Štýrsku, obvod Leoben. Rezignace byla oznámena na schůzi 8. dubna 1902. Do parlamentu pak místo něj usedl Rudolf Pfaffinger.
Ve volbách do Říšské rady roku 1901 se uvádí jako kandidát Německé pokrokové strany.
Zemřel v březnu 1906 v sanatoriu ve Štýrském Hradci. Do Wieslerova sanatoria ve Štýrském Hradci se musel uchýlit kvůli dlouhé žaludeční chorobě a prodělal tam bolestivou operaci. Pohřben měl být na hřbitově v Donawitz.